# El Trono (película)
El trono (사도 세자) es una película estrenada el año 2015, dirigida por Lee Joon-ik y protagonizada por Song Kang-ho y Yoo Ah-in. Está ambientada en el reinado del rey Yeongjo (1694-1776) y trata de la vida de su hijo, el príncipe Sado o Jangheon (1735-1762), que fue considerado no apto para gobernar y, a los 27 años, fue condenado a muerte por su propio padre y encerrado en un cajón de arroz durante ocho días.

## Sinopsis
La película comienza con el príncipe heredero Sado en camino a asesinar a su padre, el rey Yeongjo. Pero, no sigue adelante con su plan por razones que no son señaladas en un principio. La madre de Sado, al día siguiente, le ruega al rey Yeongjo que no castigue al hijo del príncipe heredero, sólo a este. Como forma de castigo, el rey ordena que el príncipe sea encerrado dentro de una caja de arroz, y que esta sea sellada para que nadie pueda sacarlo de la caja. Durante el resto de la duración de la película, se relatan los eventos y vivencias del príncipe que culminaron con el encierro de este en la caja de arroz; además del deterioro de Sado durante los siguientes siete días, dentro de esta. El pasado del príncipe nos hace entender el deterioro mental que significó la presión por ser algún día el rey de Joseon, además de explorar sus relaciones familiares y creencias espirituales.

## Reparto
- Song Kang-ho como el rey Yeongjo.[6]
- Yoo Ah-in como el príncipe heredero Sado.[7]
- Moon Geun-young como la señora Hyegyeong.
  - Shin Soo-yeon como la señora Hyegyeong de joven.
- Jeon Hye-jin como la consorte Yeong.
- Kim Hae-sook como la reina Inwon.
- Park Won-sang como Hong Bong-han.
- Lee Dae-yeon como Kim Sang-ro.
- Kang Seong-hae como Kim Han-gu.
- Choi Deok-moon como Hong In-han.
- Jung Suk-yong como el eunuco Hong.
- Choi Min-cheol como Chae Je-gong.
- Jin Ji-hee como la princesa Hwawan.
- Park Myeong-shin como la reina Jeongseong.
- Seo Yea-ji como la reina Jeongsun.
- Park So-dam como la señora Moon.
- Son Deok-gi as Hong Nak-in.
- Cha Soon-bae como Park Nae-gwan.
- So Ji-sub como el rey Jeongjo (aparición especial).

## Premios y nominaciones
El trono ganó tres premios en la 35.ª edición de los Premios de la Asociación Coreana de Críticos de Cine, incluido el premio a la Mejor Película.
También fue seleccionada como la candidata de Corea del Sur a la Mejor Película en Lengua Extranjera en los 88.º Premios Óscar, pero no fue nominada.